# Сандра Сіснерос
Сандра Сіснерос (англ. Sandra Cisneros; нар. 20 грудня 1954) — американська письменниця. Авторка дебютного роману «Будинок на Манго-стріт» (1984) та збірки оповідань «Woman Hollering Creek та інші історії» (1991). У її творчості присутні експерименти з новими суб'єктними позиціями, що, за словами Сіснерос, зумовлено її зростанням у контексті культурної гібридності та економічної нерівності, які наділили її унікальними історіями для розповіді. Лауреатка численних нагород, зокрема стипендії Національного фонду мистецтв, 2017 року була відзначена однієї з 25 нових стипендій Фонду Форда «Мистецтво змін» і її сприймають як важливу постать в літературі чикано.
У дитинстві та юності Сіснерос здобула багато досвіду, який згодом використала як письменниця: вона виросла єдиною дочкою в родині з шести братів, тож часто почувалася ізольованою, а постійна міграція її родини між Мексикою та Сполученими Штатами прищепила їй відчуття, що вона «завжди живе на межі двох країн, але не належить до жодної з них». Творчість Сіснерос присвячена формуванню чикано-ідентичності, дослідженню викликів, пов'язаних з перебуванням між мексиканською та англо-американською культурами, зіткненню із мізогінними настроями, притаманними обом цим культурам, а також досвіду бідності. Завдяки проникливій соціальній критиці та сильному стилю прози Сіснерос здобула визнання далеко за межами чикано- та латиноамериканських спільнот — таке велике, що роман «Будинок на Манго-стріт» перекладено багатьма мовами й викладають у школах США як твір про дорослішання.
Сіснерос обіймала низку професійних посад — працювала вчителькою, консультанткою, рекрутеркою до коледжу, поетесою в школах та адміністраторкою в галузі мистецтва, — і зберігає глибоку відданість громадським та літературним справам. 1998 року вона заснувала «Майстерню письменників Макондо», яка проводить соціально спрямовані майстер-класи для письменників, а 2000 року — Фонд Альфредо Сіснероса дель Мораля, який нагороджує талановитих письменників, пов'язаних з Техасом. Нині Сіснерос живе в Мексиці.

## Дитинство та освіта
Сіснерос народилася у Чикаго, штат Іллінойс, 20 грудня 1954 року в родині мексиканського походження, вона є третьою з семи дітей. Єдина донька, котра вижила, вважала себе «непарним числом у наборі чоловіків». Прадід Сіснерос грав на піаніно для президента Мексики й походив із заможного середовища, але він програв в азартні ігри статки своєї родини. Її дід по батьківській лінії, Енріке, був ветераном Мексиканської революції і використав заощаджені гроші, щоб дати її батькові, Альфредо Сіснеросу де Моралю, можливість вступити до коледжу. Однак, проваливши навчання через, як зазначала Сіснерос, «відсутність зацікавлення» в навчанні, Альфредо втік до Сполучених Штатів, намагаючись уникнути батькового гніву. Мандруючи півднем Сполучених Штатів зі своїм братом, Альфредо відвідав Чикаго, де зустрів Ельвіру Кордеро Ангіано. Після одруження пара оселилася в одному з найбідніших районів Чикаго. Біограф Сіснерос, Робін Ганц, пише, що вона визнає, що родина її матері походить з дуже скромного середовища, сягаючи корінням у Гуанахуато, Мексика, тоді як родина її батька була набагато більш «гідною захоплення».
Працюючи оббивальником меблів, щоб утримувати родину, батько Сіснерос розпочав «нав'язливу кругову міграцію між Чикаго й Мехіко, яка стала домінувальною тенденцією її дитинства». Їхня родина постійно переїжджала між двома містами, що вимагало від них пошуку нового місця проживання, а також шкіл для дітей. Зрештою ця нестабільність призвела до того, що шестеро братів Сіснерос утворили пари між собою, залишивши її на самоті — змушену самостійно формувати свою ідентичність як ізольовану. Її відчуття відчуженості в родині посилювалося тим, що батько називав їх «seis hijos y una hija» («шестеро синів і одна дочка»), а не «siete hijos» («семеро дітей»). Ганц зазначає, що дитяча самотність Сіснерос відіграла важливу роль у формуванні її пізнішої пристрасті до письменництва. Єдиним сильним жіночим впливом на Сіснерос була її мати, Ельвіра, яка була ненаситною читачкою та освіченішою і соціально свідомою, ніж її батько. За словами Ганц, хоча Ельвіра була надто залежною від свого чоловіка та надто обмеженою у можливостях реалізувати власний потенціал, вона подбала про те, щоб її донька не потерпала від тих самих несприятливих умов, що й вона.
Коли їй було одинадцять років, її родина Хара зробила перший внесок за власний будинок у Гумбольдт-парку, переважно пуерто-риканському районі на західній стороні Чикаго. Цей район та його персонажі пізніше стали натхненням для роману Сіснерос «Будинок на Манго-стріт». У старшій школі Сіснерос навчалася в Академії Йозефінум, невеликій католицькій школі для дівчат. Тут вона знайшла союзницю в особі вчительки старшої школи, яка допомогла їй писати вірші про війну у В'єтнамі. Хоча Сіснерос написала свій перший вірш приблизно у десятирічному віці за підтримки вчительки, відомою завдяки своїм творам вона стала вже в старших класах школи. У старшій школі вона писала вірші та була редакторкою літературного журналу, але, за словами самої Сіснерос, по-справжньому вона почала писати лише на першому курсі творчого письма в коледжі 1974 року. Після цього знадобився деякий час, щоб знайти власний голос. Вона пояснює: «Я відкинула те, що було під рукою, і наслідувала голоси поетів, якими захоплювалася у книжках: гучні чоловічі голоси, такі як Джеймс Райт, Річард Гюго та Теодор Ретке, які мені зовсім не підходили».
Сіснерос здобула ступінь бакалавра мистецтв в Університеті Лойоли в Чикаго 1976 року, а ступінь магістра образотворчих мистецтв — в Майстерні письменників Айови при Університеті Айови 1978 року. У Лойолі у неї був роман з професором, який вона називає «таємним життям [з] часів, коли я була студенткою третього курсу в Айові, яке мучило мене і про яке я писала у своїх віршах». Вона описує ці насильницькі стосунки як «дуже руйнівні для мене» і саме «тому моя творчість завжди пов'язана з сексуальністю та порочністю».
Під час участі у семінарі Сіснерос виявила, як особливе соціальне становище, яке вона займала, дало їй унікальний потенціал у письмі, згадуючи: «Не те щоб я не знала, хто я. Я знала, що я мексиканка. Але я не думала, що це має якийсь стосунок до того, чому я відчувала такий дисбаланс у своєму житті, тоді як це мало стосунок до всього! Моя раса, моя стать і мій клас! І це не мало сенсу до того моменту, коли я сиділа на тому семінарі. Саме тоді я вирішила, що напишу про те, про що мої однокласники не могли б писати». Вона дотримувалася американських літературних канонів і свідомо обрала стиль письма, протилежний до стилю своїх одногрупників, усвідомивши, що її власне культурне середовище — не причина для сорому, а джерело натхнення. Відтоді вона писала про своїх «сусідів, людей, яких вона бачила, про бідність, через яку пройшли жінки».

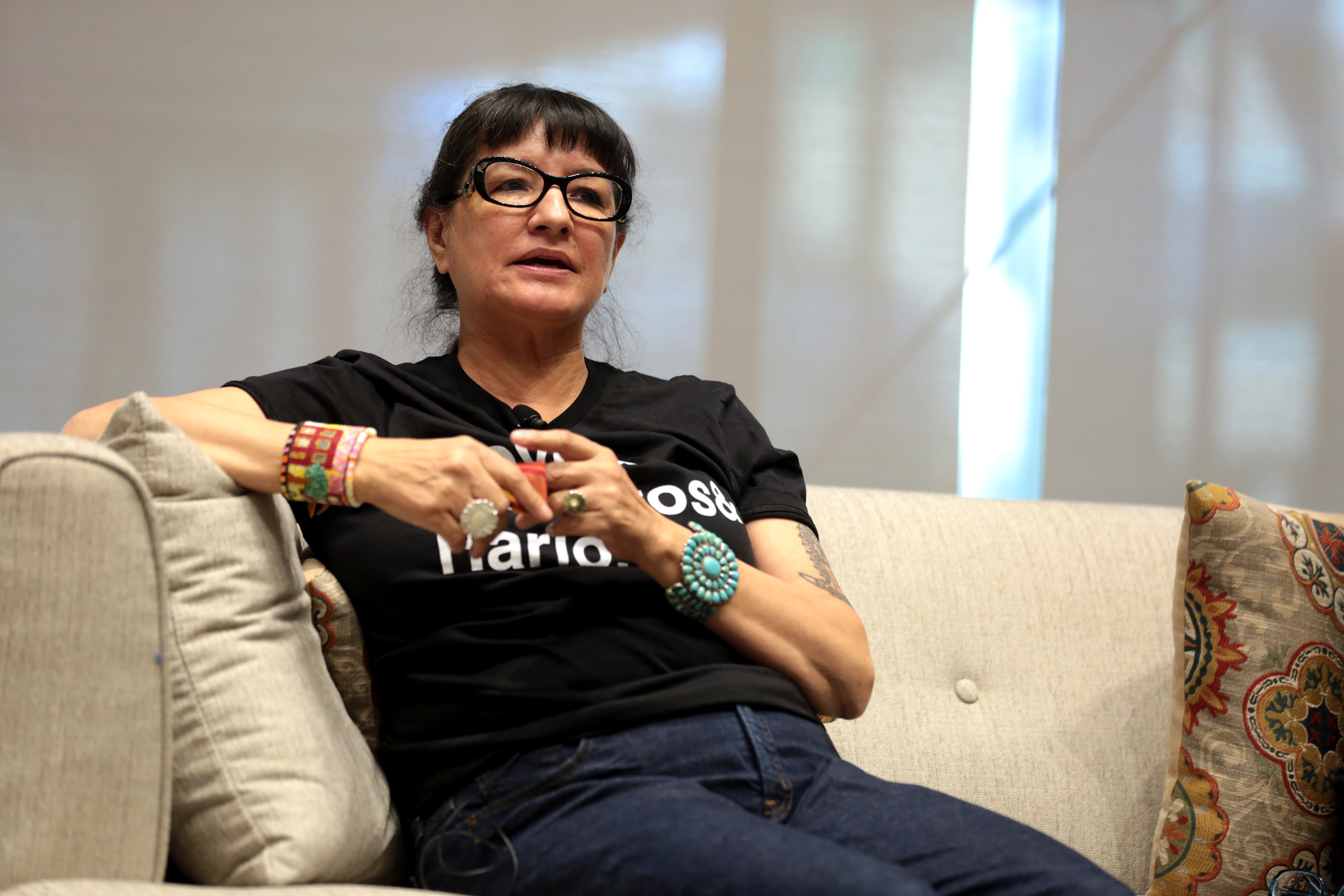
Сіснерос 2017 року

Сіснерос каже про цей момент:
Тож для мене це почалося саме там, і саме тоді я свідомо почала писати про все те в моїй культурі, що відрізнялося від них — вірші, які є цими міськими голосами — першу частину збірки «Злі, злі шляхи» — та історії з роману «Будинок на Манго-стріт». Я вважаю іронічним, що саме в той момент, коли я практично закінчувала навчальний заклад, я почала усвідомлювати, як саме ці установи мене підвели.Оригінальний текст (англ.)
So to me it began there, and that's when I intentionally started writing about all the things in my culture that were different from them—the poems that are these city voices—the first part of Wicked Wicked ways—and the stories in House on Mango Street. I think it's ironic that at the moment when I was practically leaving an institution of learning, I began realizing in which ways institutions had failed me.
Спираючись на мексиканську та південно-західну масову культуру та розмови на міських вулицях, Сіснерос писала, щоб передати життя людей, з якими вона себе ототожнювала. Літературна критикиня Жаклін Дойл схарактеризувала пристрасть Сіснерос до чуття особистих історій, які розповідають люди, та її відданість висловлюванню голосів маргіналізованих людей як-то «тисяч мовчазних жінок», чию боротьбу зображено в романі «Будинок на Манго-стріт», через творчість.
Через п'ять років після здобуття ступеня магістра образотворчих мистецтв вона повернулася до Університету Лойоли в Чикаго, де раніше здобула ступінь бакалавра з англійської мови, щоб працювати адміністративною асистенткою. Раніше вона працювала в районах Чикаго, де переважно проживає мексиканське населення, у місті Пілзен та Літтл-Вілледж, а також навчала дітей, які кинули школу, у середній школі для латиноамериканців.

## Пізніше життя та кар'єра

### Викладання
Окрім того, що Сіснерос була письменницею і поеткою, вона обіймала різні академічні та викладацькі посади. 1978 року, після закінчення магістратури образотворчих мистецтв, вона викладала колишнім випускникам середньої школи у латиноамериканській молодіжній середній школі в Чикаго. Видання книги «Будинок на Манго-стріт» 1984 року забезпечило їй низку посад письменниці на резиденції в університетах Сполучених Штатів, вона викладала творче письмо в таких закладах, як Каліфорнійський університет у Берклі та Мічиганський університет. Згодом була письменницею-резиденткою в Університеті Богоматері Озерної в Сан-Антоніо, штат Техас. Також працювала рекрутеркою у коледжах та адміністраторкою у сфері мистецтв.

### Сім'я
Сіснерос зараз мешкає в Сан-Мігель-де-Альєнде, місті в центральній Мексиці, але упродовж багатьох років вона жила та писала в Сан-Антоніо, штат Техас, у своєму деякий час суперечливому «мексикансько-рожевому» будинку, з «багатьма істотами, малими та великими». 1990 року, коли Пілар Е. Родріґес Аранда запитала Сіснерос в інтерв'ю для Americas Review, чому вона ніколи не виходила заміж і не створювала сім'ю, Сіснерос відповіла: «Я ніколи не бачила шлюбу, який був би таким щасливим, як моє життя на самоті. Моя творчість — це моя дитина, і я не хочу, щоб щось стало між нами». В іншому місці вона уточнювала, що їй подобається жити на самоті, тому що це дає їй час думати та писати. У вступі до третього видання книжки Глорії Е. Анзальдуа «Borderlands/La Frontera: The New Mestiza» Сіснерос написала: «Ось чому я переїхала з Іллінойсу до Техасу. Щоб родичі та родина дозволили мені свободу розчинитися в собі. Щоб переосмислити себе, якщо доведеться. Як латиноамериканки, ми повинні це зробити».

### Письменницький процес
На творчість Сіснерос часто впливають її особистий досвід та спостереження за багатьма людьми в її громаді. Одного разу на конференції в Санта-Фе вона зізналася іншим письменникам, що записує «фрагменти діалогів чи монологів — записи розмов, які вона чує, куди б не пішла». Потім ці фрагменти змішуються та поєднуються, створюючи її оповідання. Імена для її персонажів часто взяті з телефонного довідника Сан-Антоніо; «вона переглядає списки в пошуках прізвища, а потім повторює процес, щоб знайти ім'я». Змішуючи та поєднуючи, вона гарантує, що не привласнює нічиє справжнє ім'я чи реальну історію, але водночас її версії персонажів та історій є правдоподібними.
Одного разу Сіснерос настільки занурилася в персонажів своєї книжки «Woman Hollering Creek», що вони почали проникати в її підсвідомість. Одного разу, коли вона писала оповідання «Очі Сапати», вона прокинулася «посеред ночі, на мить переконана, що вона Інес, молода наречена мексиканського революціонера. Її розмова з Сапатою уві сні потім стала діалогом цих персонажів в оповіданні».
Її бікультуралізм та двомовність також є дуже важливими аспектами її письма. Робін Ганц цитувала Сіснерос, яка сказала, що вона вдячна за те, що має «вдвічі більше слів на вибір… два способи дивитися на світ», а Ганц назвала її «широкий спектр досвіду» «палицею з двома кінцями». Здатність Сіснерос розмовляти двома мовами та писати про дві свої культури надає їй унікальну позицію, з якої вона може розповідати не лише свою історію, а й історії оточення.

### Спадщина громади
Сіснерос відіграла важливу роль у побудові сильної спільноти в Сан-Антоніо, зокрема завдяки співпраці з іншими митцями та письменниками, співпрацюючи з Фондом Макондо та Фондом Альфредо Сіснероса дель Мораль. Фонд Макондо, названий на честь міста з книжки Габріеля Гарсії Маркеса «Сто років самотності», «працює з відданими та співчутливими письменниками, які розглядають свою роботу та таланти як частину більшого завдання розбудови спільноти та ненасильницьких соціальних змін». Офіційно зареєстрований 2006 року, фонд розпочав свою діяльність 1998 року як невеликий майстер-клас, що відбувався на кухні Сіснерос. Майстерня письменників Макондо, яка відтоді стала щорічною подією, об'єднує письменників, які «працюють над географічними, культурними, економічними, соціальними та духовними кордонами», і за перші 9 років кількість учасників зросла з 15 до понад 120. Наразі Фонд Макондо, який працює в Університеті Богоматері Озерної в Сан-Антоніо, присуджує такі нагороди, як премія Глорії Е. Анзальдуа Мілаґро, що вшановує пам'ять Анзальдуа, письменниці-чикана, яка померла 2004 року та надає письменникам-чикано підтримку, коли їм потрібен час для зцілення свого «тіла, серця чи духу» та премія Ельвіри Кордеро Сіснерос, заснована на пам'ять про матір Сандри Сіснерос. Фонд Макондо пропонує послуги для письменників-членів, як-от медичне страхування та можливість участі в програмі резиденції Casa Azul. Програма резидентства надає письменникам мебльовану кімнату та офіс у Casa Azul, синьому будинку через дорогу від того місця, де мешкає Сіснерос у Сан-Антоніо, який також є штаб-квартирою Фонду Макондо. Створюючи цю програму, Сіснерос «уявляла Casa як простір, де макондисти могли б відпочити від відволікаючих факторів повсякденного життя та мати власну кімнату для процесу емоційного, інтелектуального та духовного самоспостереження».
1999 року Сіснерос заснувала Фонд Альфредо Сіснероса дель Мораль. Фонд, названий на честь її батька, «з 2007 року надав понад 75 500 доларів письменникам, які народилися в Техасі, пишуть про Техас або живуть у Техасі». Його метою є вшанування пам'яті батька Сіснерос, представлення письменників, які пишаються своєю справою так само як Альфредо пишався своєю справою, працюючи оббивачем меблів.
Сіснерос разом із Брайсом Мілліганом заснувала щорічний малий книжковий ярмарок у Техасі, попередник Міжамериканського книжкового ярмарку.

### Літературний рух чикано
Літературна критикиня Клаудія Садовскі-Сміт назвала Сіснерос «можливо, найвідомішою письменницею-чикана», а саму Сіснерос визнано піонеркою у літературній галузі як першу мексикано-американську письменницю, твори якої видало провідне видавництво. 1989 року роман «Будинок на Манго-стріт», який спочатку видало невелике латиноамериканське видавництво Arte Público Press, перевидало як друге видання видавництво Vintage Press; а 1991 року збірку «Woman Hollering Creek» видало видавництв Random House. Як зазначає Ганц, раніше лише авторам-чоловікам-чикано вдавалося перенести тексти з менших видавництв. Те, що Сіснерос привернула до себе достатньо уваги, аби нею захопилося видавництво «Vintage Press», багато що говорило про можливість ширшого визнання літератури чикано. Сіснерос розповіла про свій успіх і про те, що він означав для літератури чикана, в інтерв'ю Національному громадському радіо 19 вересня 1991 року:
Я думаю, що не зможу бути щасливою, якщо лише мене публікує Random House, тоді як я знаю, що в США є стільки визначних письменників — і латиноамериканців, і латиноамериканок, і чикано, і чикана — чиї книги не публікують великі видавництва, і про яких мейнстрим навіть не знає. І, знаєте, якщо мій успіх означатиме, що інші видавці звернуть на цих авторів більше уваги… і почнуть публікувати їх у більшій кількості, тоді й наш корабель прибуде.
Оригінальний текст (англ.)
I think I can't be happy if I'm the only one that's getting published by Random House when I know there are such magnificent writers – both Latinos and Latinas, both Chicanos and Chicanas – in the U.S. whose books are not published by mainstream presses or whom the mainstream isn't even aware of. And, you know, if my success means that other presses will take a second look at these writers ... and publish them in larger numbers, then our ship will come in.
Як авторка-піонерка спільноти чикана, Сіснерос заповнила прогалину, висунувши на перший план жанр, який раніше був на узбіччі мейнстримної літератури. У своєму першому романі «Будинок на Манго-стріт» вона відійшла від поетичного стилю, поширеного на той час у літературі чикана, і почала визначати «самобутній літературний простір чикана», кидаючи виклик знайомим літературним формам і торкаючись таких тем, як гендерна нерівність і маргіналізація культурних меншин. За словами літературної критикині Альвіни Е. Квінтани, «Будинок на Манго-стріт» — це книжка, яка вийшла за межі літературних спільнот чикано та латиноамериканців і тепер її читають люди всіх етнічних груп. Кінтана стверджує, що твори Сіснерос доступні як для англо-, так і для мексикано-американців, оскільки вони вільні від гніву чи звинувачень, представляючи проблеми (як-от ідентичність чикана та гендерна нерівність) у доступній формі. Творчість Сіснерос вплинула на формування що літератури чикана, що феміністичної літератури. Кінтана розглядає її художню літературу як форму соціального коментаря, що робить внесок у літературну традицію, що нагадує роботи сучасних культурних антропологів, у своїй спробі автентично представити культурний досвід групи людей, та визнає внесок Сіснерос у феміністичну естетику чикана, ставить жінок у центр уваги як уповноважених протагоністок у більшості своїх творів.

## Стиль письма

### Білінгвізм
Сіснерос часто використовує іспанську мову у своїх англійських творах, використовуючи її там, де, на її думку, вона краще передає зміст або покращує ритм уривка. Однак, де це можливо, вона будує речення таким чином, щоб люди, які не володіють іспанською мовою, могли зрозуміти значення іспанських слів з їхнього контексту. У книжці «Woman Hollering Creek та інші оповідання» Сіснерос пише: «La Gritona. Така кумедна назва для такого милого арройо. Але ж саме так називали струмок, що протікав за будинком». Навіть якщо англомовний читач спочатку не знає, що арройо означає струмок, Сіснерос невдовзі перекладає це так, щоб не переривати плин тексту. Їй подобається маніпулювати двома мовами, створюючи нові вирази англійською мовою, буквально перекладаючи іспанські фрази. У тій самій книжці Сіснерос пише: «І в наступний повний місяць я дав світло, Тіа Чуча тримала нашого гарного хлопчика з сильними легенями». Попередні речення повідомляють читачеві, що народжується дитина, але лише іспаномовний читач помітить, що «Я дав світло» — це буквальний переклад іспанського «dí a luz», що означає «Я народила». Сіснерос приєднується до інших латиноамериканських письменників США, як-от Глоріі Анзальдуа, Пірі Томаса, Джанніни Браскі, Густаво Переса Фірмата та Хунота Діаса, які створюють грайливі лінгвістичні гібриди іспанської та англійської мов. Сіснерос зазначила про цей процес: «Раптом щось відбувається з англійською мовою, щось справді нове відбувається, до англійської мови додається нова родзинка». Іспанська мова завжди відіграє певну роль у творчості Сіснерос, навіть коли вона пише англійською. Як вона виявила, написавши «Будинок на Манго-стріт» переважно англійською мовою, «синтаксис, чуттєвість, зменшувально-пестливі форми, спосіб сприйняття неживих предметів» — все це було характерно для іспанської мови. Для Сіснерос іспанська мова додає до її творчості не лише барвисті вирази, а й особливий ритм і ставлення.

### Способи оповіді, лексика та очевидна простота
Художні твори Сіснерос представлені в різних формах — як романи, вірші та оповідання, — за допомогою яких вона кидає виклик як соціальним умовностям, «святковим порушенням сексуальних табу та порушенням обмежень, що обмежують життя та досвід чикани», так і літературним, «сміливим експериментуванням з літературним голосом та розробкою гібридної форми, яка вплітає поезію в прозу». Опублікована в 1991 році, «Woman Hollering Creek та інші історії» — це збірка з двадцяти двох коротких оповідань, що утворюють колаж наративних прийомів, кожен з яких по-різному залучає та впливає на читача. Сіснерос чергує режими оповіді від першої особи, від третьої особи та потоку свідомості, від коротких імпресіоністичних віньєток до довших подієвих історій, від високопоетичної мови до жорстоко відвертої реалістичної мови. У деяких історіях бракує оповідача, який би був посередником між персонажами та читачем; натомість вони складаються з текстових фрагментів або розмов, «підслуханих» читачем. Наприклад, оповідання «Маленькі дива, дотримані обіцянки» складається з вигаданих записок з проханням про благословення святих покровителів, а оповідання «Людина з Мальборо» транскрибує пліткарську телефонну розмову між двома персонажками.
Твори Сіснерос можуть здаватися простими, на перший погляд, але це оманливо. Вона запрошує читача вийти за межі тексту, усвідомлюючи ширші соціальні процеси в мікрокосмі повсякденного життя: телефонна розмова в «Людині з Мальборо» — це не просто плітки, а текст, який дозволяє читачеві заглибитися в психіку персонажів та проаналізувати їхній культурний вплив. Літературні критики відзначали, як Сіснерос вирішує складні теоретичні та соціальні питання за допомогою, здавалося б, простих персонажів та ситуацій. Наприклад, Рамон Сальдівар зазначає, що «Будинок на Манго-стріт» «з простоти дитячого бачення зображує надзвичайно складний процес конструювання гендерно зумовленого суб'єкта». У тому ж ключі Феліція Дж. Круз описує, як кожна людина по-різному взаємодіятиме з книжкою «Woman Hollering Creek та інші історії», викликаючи таким чином такі різноманітні реакції читачів, як «це про дорослішання», «це про дорослішання чикана» та «це критика патріархальних структур та дискримінаційних практик».Творчість Сіснерос багата не лише на символізм та образи, які критикиня Дебора Л. Медсен вважає «що технічно, що естетично досконалими», але й на соціальні коментарі та здатність «викликати дуже особисті реакції», це допомогло їй досягти того, як вона навчала.

## Літературні теми

### Місце
Коли Сіснерос описує прагнення та боротьбу чикани, часто виникає тема місця. Місце стосується не лише географічних локацій її романів, а й позицій, які займають її персонажі в їхньому соціальному контексті. чикани часто перебувають у просторах, де домінують англомовні чоловіки, і де вони зазнають різноманітних форм утисків та упередженого ставлення; одним із таких місць, що особливо цікавить Сіснерос, є дім. Як схарактеризували літературні критики Дебора Л. Медсен та Рамон Сальдівар, дім може бути гнітючим місцем для чикани, де вони підкоряються волі чоловіків-глав сімей, або, у випадку власного дому, це може бути місцем, що надає їм сил, де вони можуть діяти автономно та творчо виражати себе. У романі «Будинок на Манго-стріт» юна головна героїня Есперанса прагне мати власний будинок: «Не квартиру. Не квартиру позаду. Не чоловічий будинок. Не татовий. Будинок лише мій власний. З моїм ґанком і подушкою, моїми гарними фіолетовими петуніями. Моїми книжками та моїми оповіданнями. Моїми двома черевиками, що чекають біля ліжка. Щоб не було нікого, кому можна погрозити палицею. Щоб не було нічийого сміття, яке потрібно прибирати». Як письменниця-початківиця, Есперанса прагне «простору для себе, чистого, як папір перед віршем». Вона почувається незадоволеною та замкненою у своєму сімейному домі, і вона бачить інших жінок у такому ж становищі. За словами Салдівар, через цю персонажку Сіснерос повідомляє, що жінці потрібне власне місце, щоб повністю реалізувати свій потенціал — дім, який не є місцем патріархального насильства, а радше «місцем поетичного самотворення». Одним із джерел конфлікту та горя для персонажів-чикана Сіснерос є те, що суспільство, в якому домінують чоловіки, позбавляє їх цього місця. Такі критики, як Жаклін Дойл та Феліція Дж. Круз, порівнювали цю тему у творчості Сіснерос з однією з ключових концепцій відомого есею Вірджинії Вулф «Власна кімната», що «жінка повинна мати гроші та власну кімнату, якщо вона хоче писати художню літературу», або, іншими словами, «економічна безпека» та особиста свобода необхідні для «художньої продукції».
Сіснерос досліджує питання місця у зв'язку не лише з гендером, а й з класом. Як зазначив Сальдівар, «Окрім особистих потреб у просторі жінки з певною гендерною ознакою, Есперанса також визнає колективні потреби бідних робітників та бездомних». Він посилається на рішучість Есперанси не забувати про своє коріння з робітничого класу, щойно вона отримає будинок своєї мрії, та відчиняти свої двері для тих, кому пощастило менше. Есперанса каже: «Безхатьки, що проходять повз, питатимуть: „Чи можна мені зайти?“ Я запропоную їм горище, попрошу залишитися, бо знаю, як це — бути без дому». За словами Сальдівара, це твердження Есперанси натякає на «необхідність гідного житлового простору», яка є фундаментальною для всіх людей, попри різні утиски, з якими вони стикаються.

### Конструювання жіночності та жіночої сексуальності
Як схарактеризував Медсен, «спроби Сіснерос домовитися про міжкультурну ідентичність ускладнюються необхідністю кинути виклик глибоко вкоріненим патріархальним цінностям як мексиканської, так і американської культур». Життя всіх персонажок Сіснерос залежить від того, як жіночність та жіноча сексуальність визначаються в рамках цієї патріархальної системи цінностей, і їм доводиться боротися за переосмислення цих визначень. Як сказала Сіснерос: «Завжди існує цей баланс, ми повинні визначити, що ми самі вважаємо прийнятним для себе, а не те, що каже наша культура».
Сіснерос показує, як чикани, як і жінки багатьох інших етнічних груп, засвоюють ці норми, починаючи змалку, через неформальну освіту членами сім'ї та масову культуру. Наприклад, у романі «Будинок на Манго-стріт» група дівчат розмірковує про те, яку функцію виконують жіночі стегна: «Вони добре підходять для того, щоб тримати дитину, коли готуєш, каже Рейчел… Вони потрібні для танців, каже Люсі… Треба вміти ходити зі стегнами, потренуватися, знаєш». Традиційні жіночі ролі, як-от виховання дітей, приготування їжі та привернення чоловічої уваги, персонажки Сіснерос розуміють як свою біологічну долю. Однак, коли вони досягають підліткового віку та стають жінками, їм доводиться узгоджувати свої очікування щодо кохання та сексу з власним досвідом розчарування, розгубленості та страждань. Есперанса описує свою «сексуальну ініціацію» — напад групи англо-американських хлопців, коли вона чекала на свою подругу Саллі на ярмарку. Після цього вона почувається приголомшеною та безсилою, але понад усе — зрадженою; не лише Саллі, якої не була поруч з нею, але й «всіма жінками, які коли-небудь спростовували романтичну міфологію кохання та сексу». Сіснерос ілюструє, як ця романтична міфологія, яку підживлює масова культура, часто суперечить реальності у романі «Woman Hollering Creek та інші історії», де численні посилання на романтичні теленовели, які одержимо дивляться персонажки, поєднуються зі зловживаннями та бідністю, з якими вони стикаються у власному житті.
Коли Сіснерос торкається теми жіночої сексуальності, вона часто зображує негативні сценарії, в яких чоловіки здійснюють контроль над жінками через контроль над їхньою сексуальністю, та досліджує розрив, який вона бачить між реальним сексуальним досвідом жінок та їх ідеалізованим зображенням у масовій культурі. Однак, Сіснерос також описує жіночу сексуальність у надзвичайно позитивних термінах, особливо у своїй поезії. Це стосується, наприклад, її збірки поезії 1987 року «My Wicked, Wicked Ways». За словами Медсена, Сіснерос називає себе «злою» за те, що «повернула собі контроль над власною сексуальністю та її вираженням – влада, заборонена жінкам за патріархату».Через ці вірші вона прагне представити «реальність жіночої сексуальності», щоб читачки усвідомили «роздільний вплив» стереотипів, яким вони повинні відповідати, та «відкрили для себе потенціал радості у своєму тілі, в якому їм відмовлено».
Сіснерос порушує межу між тим, що є соціально прийнятним способом поведінки та мовлення для жінок, і тим, що ним не є, використовуючи мову та образи, які мають «галасливий гумор» та «екстравертну енергію», а часом навіть «навмисно шокують». Не всі читачі цінують цю «шокуючу» якість деяких творів Сіснерос. Як читачі-чоловіки, так і читачки-жінки критикували Сіснерос за те, як вона прославляє свою сексуальність, як-от її провокаційну фотографію на обкладинці журналу «My Wicked, Wicked Ways» (видавництво «3rd Woman Press», 1987). Сіснерос каже про цю світлину: «На обкладинці жінка привласнює власну сексуальність. У певному сенсі саме тому воно й зловісне: сцена порушує цю межу, кажучи: „Я кидаю тобі виклик. Я розповім свою власну історію“». Деякі читачі «не зрозуміли трансгресивного значення жесту», думаючи, що її просто розбещували заради шокуючого ефекту, і поставили під сумнів її легітимність як феміністки. Спочатку Сіснерос відреагувала на це збентеженням, але потім, за її словами, подумала: «Зачекайте секунду, де ваше почуття гумору? І чому феміністка не може бути сексуальною?».

### Конструювання ідентичності чикана
Труднощі, з якими стикаються персонажі Сіснерос через свою стать, не можна зрозуміти окремо від їхньої культури, оскільки норми, які диктують, як жінки та чоловіки повинні думати та поводитися, є культурно визначеними і тому відрізняються для різних культурних груп. Через свої твори Сіснерос передає досвід чикани, які стикаються з «глибоко вкоріненими патріархальними цінностями» мексиканської культури через взаємодію не лише з мексиканськими батьками, а й із ширшою спільнотою, яка чинить на них тиск, щоб вони відповідали вузькому визначенню жіночності та підлеглому становищу щодо чоловіків.
Постійною темою у творчості Сіснерос є тріада постатей, яких письменниця та теоретикиня Глорія Анзальдуа називає «Нашими матерями»: Мати Божа Гваделупська, Малінче та Йорона. Ці символічні фігури мають велике значення для політики ідентичності та масової культури в Мексиці та на південному заході Сполучених Штатів, і, як стверджує теоретикиня Норма Аларкон, їх використовували як орієнтири «для контролю, інтерпретації чи візуалізації жінок» у мексикансько-американській культурі.
Багато теоретиків, зокрема Жаклін Дойл, Джин Ваятт, Емма Перес та Корделія Канделарія, стверджували, що гендерна ідентичність мексиканських та жінок чикана складно побудована стосовно цих трьох фігур. Діву Марію Гваделупську, католицьку ікону явлення Діви Марії в Америці, шанують в Мексиці як «матір і діву — джерело турботи та натхнення». Ла Малінче, корінна господиня та посередниця конкістадора Ернана Кортеса, за словами Ваятт, «стала уособленням жіночої сексуальності, яка водночас є пасивною, „такою, яку можна зґвалтувати“, і заздалегідь винною у зраді». Сіснерос описує проблематичну дихотомію діви та повії, представлену цими двома постатями: «Ми виховані в мексиканській культурі, яка має два взірці для наслідування: Ла Малінче та Діву Марію Гваделупську. І ви знаєте, що це важкий шлях, один або інший, немає проміжних варіантів». Медсен зазначила, що ці «хороші» та «погані» архетипи ще більше ускладнюють сприйняття, якого дотримуються багато феміністок чикана, що вони будуть винними у зраді свого народу, як Ла Малінче, якщо вони намагаються визначити свою жіночність у більш «англо-американських» категоріях. У своїй роботі Сіснерос критикує тиск, якого зазнають чикани, аби придушувати власну сексуальність або спрямовувати її в соціально прийнятні форми, щоб їх не таврували як «малінчисток … зіпсутих впливом ґрінґа, що загрожує розколоти [їхній] народ».
Третя постать, Ла Йорона, що походить із багатовікової мексиканської та південно-західної легенди, — це «горда молода дівчина, яка виходить заміж за чоловіка вищого за неї за становищем і настільки розлючується, коли він заводить коханку зі свого кола, що топить їхніх дітей у річці». Змучена горем, вона помирає на березі річки, так і не врятувавши дітей, і подейкують, що її ридання й досі витають у шелесті вітру та плюскоті води. Ці постаті — від лагідної й чистої Діви Гваделупської до зґвалтованої та зрадницької Ла Малінче й вічно скорботної Ла Йорони — породжують «фрагментарну суб'єктивність», яку часто переживають чикани, а також потребу осмислити їх, переосмислити на власних умовах або ж цілковито відкинути.
Три «матері» найяскравіше проявляються у творі «Woman Hollering Creek та інші історії». В оповіданнях «Ніколи не одружуйся з мексиканкою» та «Woman Hollering Creek» головні героїні змагаються з цими мексиканськими іконами сексуальності й материнства, які, бувши інтеріоризованими, ніби нав'язують їм обмежене й навіть негативне уявлення про власну жіночу ідентичність. Головну героїню новели «Ніколи не одружуйся з мексиканкою» переслідує міф про Малінче, яку вважають повією та зрадницею, і вона кидає виклик пасивній сексуальності Малінче власною агресивною сексуальністю. У творі «Woman Hollering Creek» головна героїня переосмислює міф про ла Йорону, коли вирішує взяти на себе відповідальність за своє майбутнє та майбутнє своїх дітей, і виявляє, що «grito» міфу, що є іспанською назвою звуку, який видає ла Йорона, можна інтерпретувати як «радісний крик», а не як скорботний стогін. Це прикордоння — той символічний проміжний простір між двома культурами — пропонує простір, де такі переговори з усталеними гендерними ідеалами принаймні можлива".

### Прикордонні землі
Хоча Сінсерос прямо не робить місцем дії своїх оповідань та романів кордон між Мексикою та США, Садовські-Сміт вважає це поняття, можливо, найвизначнішою темою творчості Сінсерос через постійні перетини кордону, як реальні, так і метафоричні, які переживають персонажі у всіх її творах. Дія роману «Будинок на Манго-стріт» відбувається в Чикаго, де живе оповідачка, та в Мехіко, де вона відвідує свою дальню родину. Події роману «Карамело» також переважно відбуваються в цих умовах, але частина книжки детально описує досвід оповідача як підлітка в Сан-Антоніо, штат Техас. Різні персонажі у збірці «Woman Hollering Creek та інші історії» також здійснюють поїздки до Мексики, щоб возз'єднатися з членами родини. Однак, цитуючи літературних критиків Хесуса Беніто та Ану Марію Мансанас, «образ кордону стає повноцінним не лише тоді, коли ми розглядаємо його як фізичну лінію, але й коли ми відцентровуємо його та звільняємо від поняття простору, щоб охопити поняття статі, класу, гендеру, етнічної приналежності, ідентичності та спільноти». Сіснерос часто відокремлює кордон від його суто географічного значення, використовуючи його метафорично, щоб дослідити, як ідентичність чикана є поєднанням мексиканської та англо-американської культур. Кордон відображає повсякденний досвід людей, які не є повністю з одного місця чи з іншого; часом кордон є плинним, і дві культури можуть гармонійно співіснувати в одній людині, але іноді він жорсткий, і між ними існує гостра напруга. Літературна критикиня Кетрін Паянт проаналізувала метафору кордону у творі «Woman Hollering Creek та інші історії», яка проявляється у згадках про мексиканське коріння персонажів чикано/чикана, міграції та імміграції між двома країнами, повторенні переплетених доколумбових, метисних і південно-західних чикано міфів, а також у зображенні чикано/чикана як таких, що «перебувають між двома чи трьома культурами». Паянт використовує концепцію Ґлорії Анзальдуа про життя «на прикордонні», щоб схарактеризувати досвід героїнь Сіснерос, які, окрім боротьби з патріархальними уявленнями про свою стать і сексуальність, змушені вести переговори щодо мовних та культурних меж.

## Особисте життя
Сіснерос сповідує буддизм та є квір-особою, остання з яких є темою, на яку вона натякає у своїй роботі.

## Нагороди
На церемонії у вересні 2016 року її нагороджено Національною медаллю мистецтв 2015 року. 2019 року PEN America нагородив її премією PEN/Nabokov Award за досягнення в міжнародній літературі. 2023 року Фонд літературної премії миру Дейтона назвав її лауреаткою премії за видатні досягнення імені посла Річарда К. Голбрука. У квітні 2025 року Фонд Гільдії авторів нагородив її премією Балдаччі за літературну активність.
1981 та 1988 року Сандра Сіснерос здобула стипендії від Національного фонду мистецтв, а 1985 року була нагороджена Американською книжковою премією від Фонду «До Колумба» за книжку «Будинок на Манго-стріт». Згодом вона здобула стипендію Френка Добі для митців та посіла перше та друге місця у Segundo Nacional Concurso del Cuento Chicano, спонсором якого є Університет Аризони.
Вона також здобула нагороду «Нові голоси» від клубу якісних книжок у м'якій обкладинці книжкову премію Anisfield-Wolf, нагороду PEN-центру West за найкращу художній твір та літературну премію Фонду Ланнан за книжку «Woman Hollering Creek та інші історії». Цю книжку було обрано визначною книгою року виданнями The New York Times та The American Library Journal, а антологія еротичної поезії «Loose Woman» здобула нагороду Mountain & Plains Booksellers' Award.
Сіснерос була відзначена Державним університетом Нью-Йорка, отримавши почесний докторський ступінь від кампусу Перчейс 1993 року та стипендію Макартура 1995 року. 2003 року на роман «Карамело» звернула увагу низка журналів, зокрема The New York Times, Los Angeles Times, San Francisco Chronicle, Chicago Tribune та The Seattle Times, що призвело до того, що він здобув премію Premio Napoli Award 2005 року; його також було номіновано на премію Dublin International IMPAC та на премію Orange Prize в Англії. 2003 року Сіснерос стала частиною другої групи лауреатів Техаської медалі мистецтв щойно створеного Техаського культурного фонду. 2016 року Університет Північної Кароліни в Чапел-Гілл нагородив Сіснерос почесним званням доктора літератури. 2021 року її було відзначено премією Фуллера Чиказької літературної зали слави.
Деякі з її документів зберігаються в Архіві та спеціальних колекціях Емгерстського коледжу.

### Книги
- Cisneros, Sandra (1983). Будинок на Манго-стріт . Houston: Arte Público. ISBN 978-0-934770-20-0.. Second edition: Cisneros, Sandra (1989). The House on Mango Street. New York: Vintage. ISBN 978-0-679-73477-2..
- Cisneros, Sandra (1987). My Wicked, Wicked Ways. Bloomington, IN: Third Woman Press. ISBN 978-0-943219-01-1.
- Cisneros, Sandra (1991). Woman Hollering Creek and Other Stories. New York: Random House. ISBN 978-0-394-57654-1.
- Cisneros, Sandra (1994). Hairs = Pelitos. New York: Knopf. ISBN 978-0-679-89007-2.
- Cisneros, Sandra (1994). Loose Woman: Poems. New York: Knopf. ISBN 978-0-679-41644-9.
- Cisneros, Sandra (2002). Caramelo, or, Puro cuento. New York: Knopf. ISBN 978-1-4000-4150-3.
- Cisneros, Sandra (2004). Vintage Cisneros. New York: Vintage. ISBN 978-1-4000-3405-5.
- Cisneros, Sandra (2011). Bravo Bruno. Italy: La Nuova Frontiera. (Italian)
- Cisneros, Sandra (2012). Have You Seen Marie?. New York: Alfred A. Knopf. ISBN 978-0307597946.
- Cisneros, Sandra (2015). A House of My Own. New York: Knopf. ISBN 978-0-385-35133-1.
- Cisneros, Sandra (2018). Puro Amor. Sarabande. ISBN 978-1946448217.
- Cisneros, Sandra (2021). Martita, I Remember You/Martita, te recuerdo. Vintage. ISBN 9780593313664.

### Поезія
Збірки
- Cisneros, Sandra (1980). Bad boys. San Jose: Mango.
- Cisneros, Sandra (2022). Woman without shame.

### Внесок
- Дні та ночі кохання та війни (2000). Едуардо Галеано. Внесок Сандри Сіснерос.
- Сімейні фотографії / Cuadros de Familia (2005). Кармен Ломас Гарза. Вступ Сандри Сіснерос
- Надзвичайні тако: сім поетів Con Picante (2007). Карлос Кумпіан, Сандра Сіснерос, Карлос Кортес, Беатріс Бадікян, Синтія Галлахер, Маргарита Лопес-Кастро, Рауль Ніно.
- Речі, про які ми не говоримо: дослідження латиноамериканської літератури через есе та інтерв'ю (2014). Даніель Олівас. Інтерв'ю Сандри Сіснерос увійшло до книжки.

### Есеї та репортажі
- Cisneros, Sandra (Autumn 2009). An ofrenda for my mother. Granta (108): 219—224. Архів оригіналу за 27 вересня 2012.